# Повернення (телесеріал, 2019)
Повернення (рос. Возвращение) — російськомовний драматичний телесеріал, знятий в Україні. 
Прем'єра першого сезону в Україні відбулася 11 листопада 2019 на телеканалі ТРК Україна. Прем'єра в Росії очікується в 2020 році. 

## Сюжет
У центрі сюжету рідні сестри Маша і Ляля. Маша звикла всім допомагати і не вимагати забагато від життя. Вона з дитинства знає, що любов потрібно заслужити. Інша справа її молодша сестра Ляля: красуня, улюблениця батьків і володарка сердець. Одного разу на Машу звертає увагу відомий спортсмен Олег Томілін. Всупереч бажанню батьків вони одружується. Але спільне життя виявиться зовсім непростим: біди і неприємності йдуть низкою, і все це закінчується трагедією.

## У ролях
| Актор               | Роль               |
| ------------------- | ------------------ |
| Зоряна Марченко     | Маша Жукова        |
| Яніна Студіліна     | Ляля Жукова        |
| Михайло Гаврилов    | Олег Томілін       |
| Анатолій Котенєв    | Гліб Медведєв      |
| Ольга Сумська       | Лариса Томіліна    |
| Олександр Наумов    | Всеволод Томілін   |
| Борис Георгієвський | Валера Жуков       |
| Інна Капінос        | Віра Жукова        |
| Олександр Кобзар    | Вадим              |
| Анастасія Цимбалару | Неля               |
| Павло Москаль       | Андрій Олексійович |
| Олексій Нагрудний   | Стас               |
| Олег Савкін         | головний лікар     |
| Катерина Гулякова   |                    |

## Виробництво
Виробництвом фільму на замовлення каналу «Україна» займалися компанії Фільмстрім і Vileton Films. Зйомки проходили в Києві та Київській області.